# Терещенко, Виктор Иванович
Виктор Иванович Терещенко (бел. Віктар Іванавіч Цярэшчанка, род. 30 января 1950 года, д. Дубровка Краснопольского района Могилевской области) — белорусский политик, кандидат в президенты Республики Беларусь (2010). Всего баллотировался три раза, дважды не был зарегистрирован. (1994, 2010, 2015).
Беспартийный. Женат. Имеет трёх дочерей и внучку.

## Образование
В 1975 году В. И. Терещенко окончил экономический факультет Гомельского государственного университета им. Франциска Скорыны, после чего его работа была связана с инженерно-экономической и научной деятельностью.
Обучался в Международном институте менеджмента (Киев, Украина).
Он успешно окончил Международный институт менеджмента МИМ-Киев и Университет штата Делавэр (США, где получил ученую степень MBA — Master of Business Administration in International Business Activities.
Виктор Терещенко имеет степень кандидата экономических наук, является членом-корреспондентом Международной академии менеджмента и Международной инженерной академии (Москва).
В 2004 году за выдающийся вклад в развитие теории и практики управления современной экономикой Белорусская инженерная академия удостоила В. И. Терещенко высшего квалификационного звания — доктор-инженер.

## Профессиональная деятельность
Работал слесарем, фрезеровщиком, инженером, руководителем.
Участник ликвидации последствий аварии на Чернобыльской АЭС.
В 1992—2004 гг. Виктор Терещенко возглавлял Международный институт менеджмента (МИМ-Беларусь).
В 2004—2005 гг. Глава Представительства автономной некоммерческой международной организации «Исполком Совета славянских народов Беларуси, России, Украины» в Республике Беларусь.
Автор более 70 научных работ в области экономического развития Беларуси.

## Общественно-политическая деятельность
1993—2004 гг. Председатель Белорусского общественного объединения «Народная дипломатия».
1994—2000 гг. Председатель Белорусской народной партии.

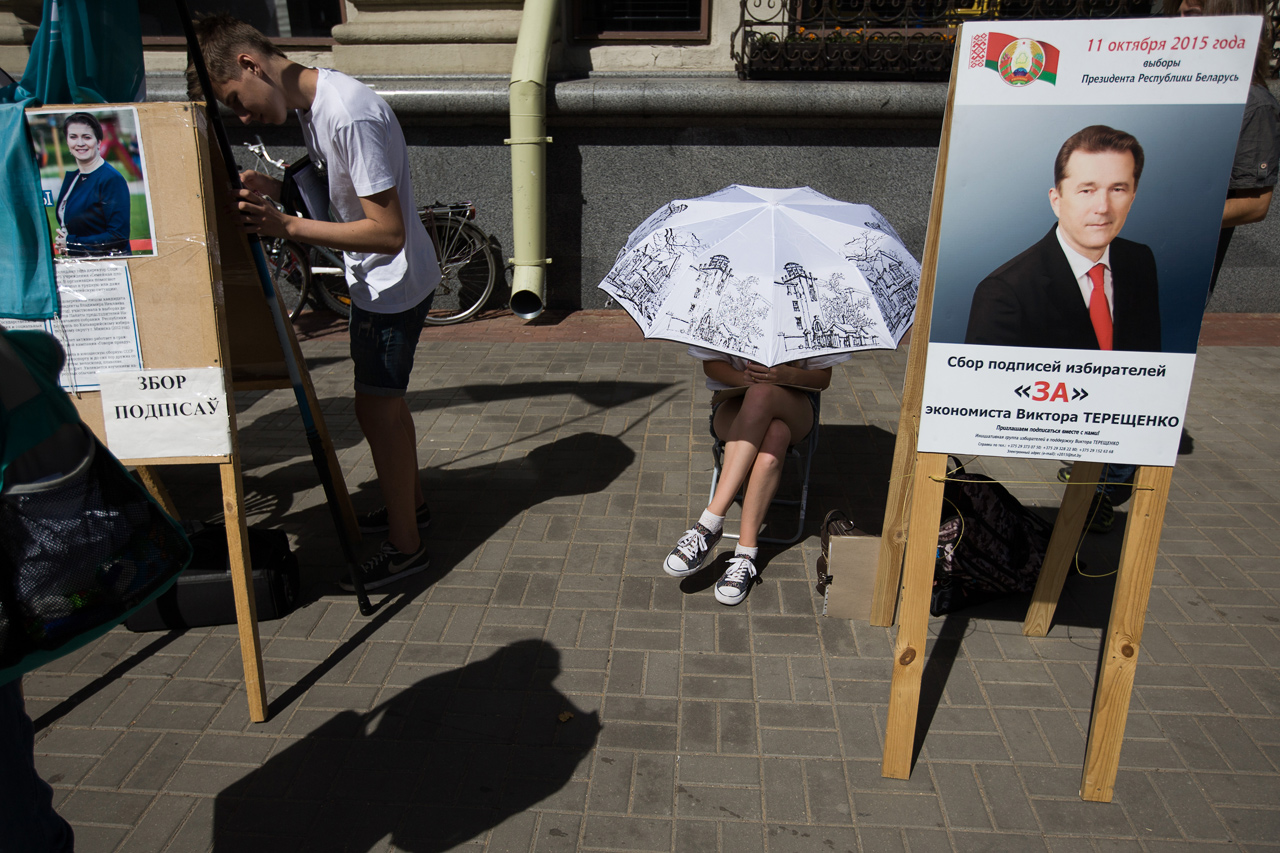
Выборы 2015. Сбор подписей за Терещенко

Был кандидатом в кандидаты в президенты Республики Беларусь в 1994, но ему не удалось собрать необходимые 100 тысяч подписей. Также пытался баллотироваться во второй раз в 2001 году, собрал порядка 70 тысяч подписей. В 2010 Терещенко собрал 123 тысяч подписей и стал кандидатом на пост президента Республики Беларусь, набрал 76 764 голосов или же 1,19 % процентов избирателей. В 2015 собрал 142 тысяч подписей и сдал 130 тысяч из которых действительными оказались чуть меньше 7 тысяч.
В 1996—2000 гг. был депутатом Верховного Совета РБ XIII созыва.
С 1 сентября по 20 декабря 2010 года В. И. Терещенко являлся председателем совета Ассоциации малого и среднего предпринимательства (консультативный орган при Правлении Ассоциации малого и среднего предпринимательства).

## Премии и награды
В 2004 году Виктор Терещенко стал лауреатом Международной награды «Святая София» за личный вклад в возрождение духовности, национальной науки и культуры.
В 2008 году был удостоен звания почётного гражданина города Бетюн, Франция.